# 우에무라 이에마사
우에무라 이에마사(일본어: 植村家政, 1589년 ~ 1650년 12월 16일)는 에도 시대 전기의 하타모토, 다이묘이다. 야마토 다카토리 번 초대 번주를 지냈다.
도쿠가와씨의 가신 우에무라 이에쓰구의 장남으로 태어났다. 이에마사가 성인이 되기 전 부친의 사망으로 500석의 하타모토가 되었고 이후 도쿠가와 히데타다를 섬겼다.
| 전임 막부령(혼다 마사타케) | 제1대 다카토리 번 번주 (우에무라가) 1640년 ~ 1650년 | 후임 우에무라 이에사다 |